# Яворское
Яворское (укр. Явірське) — село в Пришибском сельсовете Балаклейского района Харьковской области Украины.

## Население
Население по переписи 2001 года составляло 397 человек (196 мужчин и 201 женщина).

## Географическое положение
Село Яворское расположено на берегу реки Крайняя Балаклейка и вытянуто вдоль неё почти на 7 км. Примыкает к селу Пришиб.

## История
В Российской империи село називали Петровское.

## Экономика
В селе есть молочно-товарная ферма.